# آتاکوی (قره‌تاش)
آتاکوی (به ترکی استانبولی: Ataköy) یک منطقهٔ مسکونی در ترکیه است که در قره‌تاش (شهر) واقع شده‌است.